# SN 2011iz
SN 2011iz – supernowa typu Ia, odkryta 30 listopada 2011 roku w galaktyce A032136+2233. W momencie odkrycia, miała maksymalną jasność 17,6m.